# Rybí
Rybí (in tedesco Reimlich) è un comune della Repubblica Ceca facente parte del distretto di Nový Jičín, nella regione della Moravia-Slesia.